# La Chaudiere Military Cemetery
La Chaudiere Military Cemetery is een Britse militaire begraafplaats met gesneuvelden uit de Eerste Wereldoorlog, gelegen in de Franse gemeente Vimy (Pas-de-Calais). Ze ligt 1.350 m ten noordwesten van het centrum van Vimy langs de oude weg naar Lens. De begraafplaats werd ontworpen door Herbert Baker en wordt onderhouden door de Commonwealth War Graves Commission. Het terrein heeft een langwerpige vorm dat naar achteren toe smaller wordt. In dit afgeronde uiteinde staat het Cross of Sacrifice op een verhoogd plateau en de Stone of Remembrance staat vooraan dicht bij de toegang, eveneens op een plateau. De begraafplaats is begrensd door een natuurstenen muur.
Er worden 908 doden herdacht waaronder 314 niet geïdentificeerde.

## Geschiedenis
In april 1917 werd Vimy tijdens de Slag bij Vimy Ridge ingenomen door het Canadian Corps. De begraafplaats werd toen aan de noordoostelijke kant van de Vimy heuvelrug aangelegd. Aanvankelijk was het een kleine begraafplaats maar vanaf de zomer van 1919 werden doden bijgezet die afkomstig waren van de vele kleine begraafplaatsen en geïsoleerde graven in de omgeving. Toen werd de begraafplaats nog Vimy Canadian Cemetery No.1 genoemd.
Onder de 594 geïdentificeerde slachtoffers zijn er 508 Canadezen en 86 Britten. Voor 13 Canadezen en 6 Britten werden Special Memorials opgericht omdat hun graven niet meer gelokaliseerd konden worden en men aanneemt dat ze zich onder de naamloze graven bevinden. Voor 23 andere slachtoffers werd een Duhalow Block opgericht omdat zij oorspronkelijk op andere begraafplaatsen lagen, maar hun graven werden daar door oorlogsgeweld vernietigd en niet meer teruggevonden.

## Graven

### Onderscheiden militairen
- John George Pattison, soldaat bij het 50th Bn. Canadian Infantry (Alberta Regiment) werd onderscheiden met het Victoria Cross (VC) voor zijn koelbloedig optreden bij het veroveren van een vijandelijke machinegeweerpost waardoor zijn sectie veilig verder kon oprukken. Hij was 42 jaar toen hij op 3 juni 1917 sneuvelde bij deze actie.
- Sidney Collier, luitenant bij het Royal Flying Corps ontving het Military Cross (MC).
- de sergeanten Walter Thomas Cooper en H. Travis en korporaal E.F. Rampton werden onderscheiden met de Distinguished Conduct Medal (DCM).
- verder zijn er nog 15 militairen die de Military Medal (MM) ontvingen. Sergeant J.S.S. Swain van de Canadian Infantry ontving deze onderscheiding tweemaal (MM and Bar).

### Minderjarige militairen
- korporaal Roderick Charlton Bird en soldaat Cecil F. Simpson van de Canadian Infantry en de soldaten Arthur Roy Lake en Clifford Lloyd Pask van het Royal Canadian Regiment waren slechts 17 jaar toen ze sneuvelden.